# Щетинин, Борис Васильевич
Борис Васильевич Щетинин (5 декабря 1913—1976) — юрист, специалист по советскому государственному праву. Учился в Ленинграде, в аспирантуре начал вести педагогическую работу в Первом Ленинградском юридическом институте. Доктор юридических наук (1954), профессор Военно-юридической академии РККА, заслуженный юрист РСФСР; участник Великой Отечественной войны: награждён орденом Отечественной войны (I ст.) и двумя орденами Красной Звезды.

## Биография

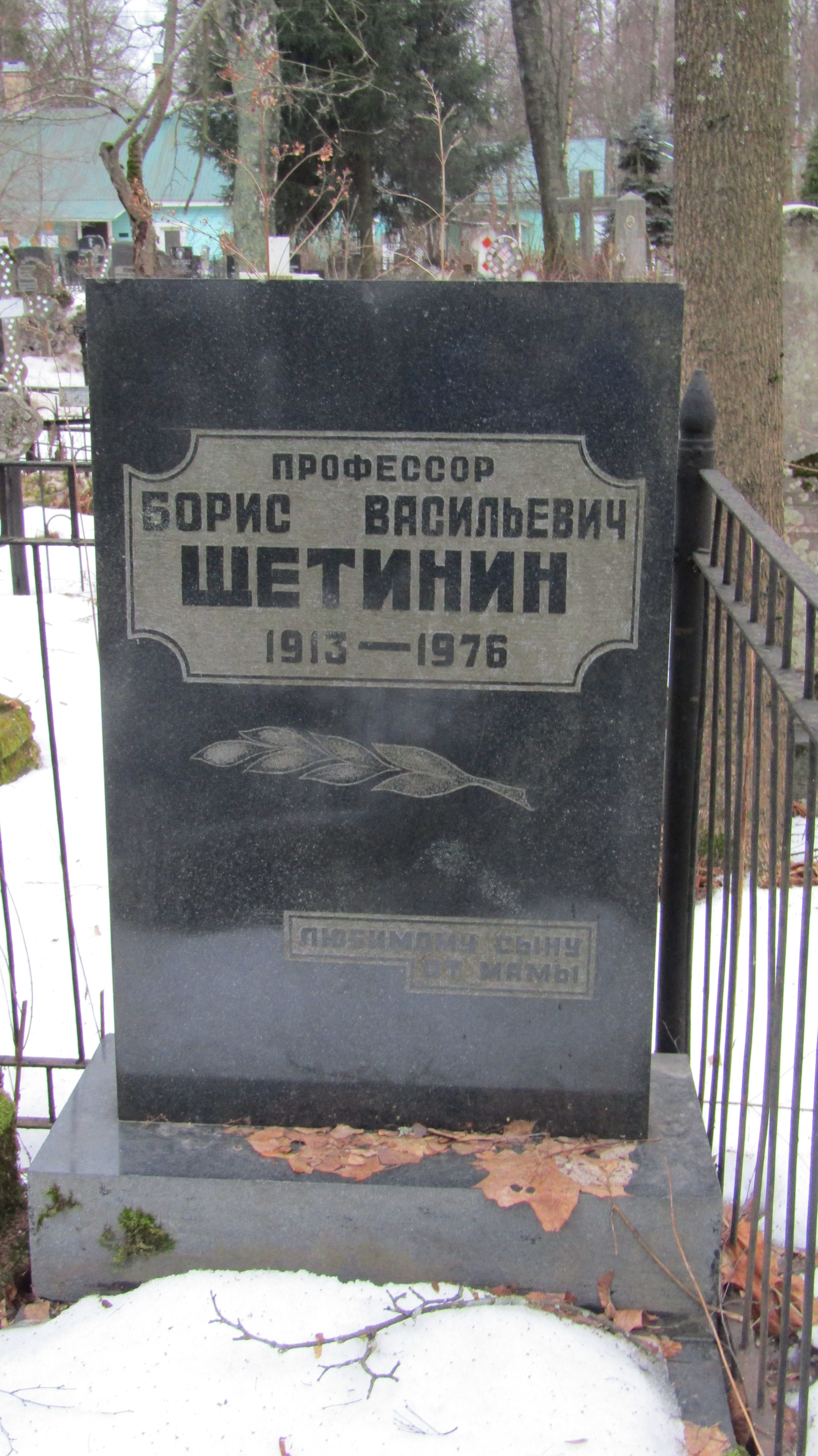
Могила Щетинина Б. В. Серафимовское кладбище, Санкт-Петербург.

Борис Щетинин родился 5 декабря 1913 годы; он получил высшее юридическое образование в юридических вузах Ленинграда, где также прошёл и научную подготовку. В 1939 году (по другим данным — в мае 1934 года) он защитил кандидатскую диссертацию по теме «Основы советского и буржуазного избирательного права» — стал кандидатом юридических наук. Являлся участником Великой Отечественной войны с июля 1941 года: за воинские заслуги стал кавалером ордена Отечественной войны (I степени) и двух орденов Красной Звезды — наряду с медалями. Уже после окончания Второй мировой войны, в 1954 году, он успешно защитил докторскую диссертацию по теме «Возникновение и сущность народно-демократических государств в Азии после Второй мировой войны». В 1948 году Щетинин начал вести научно-педагогическую деятельность в московских юридических вузах.
Умер в Ленинграде. Похоронен на Серафимовском кладбище в Санкт-Петербурге.

## Работы
Борис Щетинин являлся автором и соавтором более ста пятидесяти научных работ; специализировался на проблемах советского государственного права и вопросах государственного (конституционного) права социалистических стран:
- Возникновение и сущность народно-демократических государств в Азии после Второй мировой войны : Автореферат дис. на соискание ученой степени доктора юридических наук / Воен.-юрид. акад. Кафедра гос. и междунар. права. — Москва : [б. и.], 1954. — 39 с.
- Чехословацкая Народно-Демократическая Республика : Учебное пособие для слушателей Акад. по гос. праву стран народной демократии / Б. Щетинин. — Москва : Ред.-изд. отд., 1955. — 33 с.; 22 см. — (Государственное право стран народной демократии / Воен.-юрид. акад. Кафедра гос., адм. права и воен. администрации. Учебное пособие; 5; 5)
- Проблемы теории советского государственного права . — Москва : Юрид. лит., 1969. — 199 с.
- Мир, демократия, социализм. — Москва : Междунар. отношения, 1967. — 192 с.
- «Курс советского государства и права», М., 1971 (соредактор).